# 킬조이스
《킬조이스》(영어: Killjoys)는 2015년부터 2019년까지 방영된 캐나다의 드라마이다.

## 개요
회수·체포 연합(RAC) 소속 현상금 사냥꾼 삼인방이 행성 네 개와 달 하나로 이뤄진 쿼드(Quad)에서 일해나가는 과정을 묘사한다.

## 출연

### 주연
- 해나 존카먼
- 에런 애슈모어
- 루크 맥팔레인